# Gouvernement Espert
 La Rioja
de Miguel Pérez Sáenz I
Le gouvernement Espert est le gouvernement de La Rioja entre le 30 juillet 1987 et le 15 janvier 1990, durant la IIe législature du Parlement de La Rioja. Il est présidé par Joaquín Espert.

## Composition

### Initiale
| Fonction                                                        | Titulaire | Titulaire                            | Parti |
| --------------------------------------------------------------- | --------- | ------------------------------------ | ----- |
| Président                                                       |           | Joaquín Espert Pérez-Caballero       | AP    |
| Conseiller à la Présidence                                      |           | Fausto Vadillo Arnáez                | AP    |
| Conseiller aux Finances et à l'Économie                         |           | José Javier Bonet Bordenave-Gassedat | AP    |
| Conseiller à l'Aménagement du territoire et à l'Environnement   |           | Jesús de Pablo Pastor                | AP    |
| Conseiller aux Travaux publics                                  |           | Luis Ángel Alegre Galilea            | AP    |
| Conseillère à l'Éducation, à la Culture et aux Sports           |           | María del Carmen de Miguel Cordón    | AP    |
| Conseiller à l'Industrie, au Travail et au Commerce             |           | Víctor Marante Rodríguez             | AP    |
| Conseiller à l'Agriculture et à l'Alimentation                  |           | Luis Delgado Santaolalla             | AP    |
| Conseiller à la Santé, à la Consommation et au Bien-être social |           | Luis Cañada Royo                     | AP    |

### Remaniement du1eroctobre 1988
- Les nouveaux conseillers sont indiqués en gras, ceux ayant changé d'attributions en italique.

| Fonction                                                        | Titulaire | Titulaire                            | Parti |
| --------------------------------------------------------------- | --------- | ------------------------------------ | ----- |
| Président                                                       |           | Joaquín Espert Pérez-Caballero       | AP    |
| Vice-président                                                  |           | Fausto Vadillo Arnáez                | AP    |
| Conseiller aux Administrations publiques                        |           | Luis Ángel Alegre Galilea            | AP    |
| Conseiller aux Finances et à l'Économie                         |           | José Javier Bonet Bordenave-Gassedat | AP    |
| Conseiller aux Travaux publics et à l'Urbanisme                 |           | Jesús de Pablo Pastor                | AP    |
| Conseillère à l'Éducation, à la Culture et aux Sports           |           | María del Carmen de Miguel Cordón    | AP    |
| Conseiller à l'Industrie, au Travail et au Commerce             |           | Víctor Marante Rodríguez             | AP    |
| Conseiller à l'Agriculture et à l'Alimentation                  |           | Luis Delgado Santaolalla             | AP    |
| Conseiller à la Santé, à la Consommation et au Bien-être social |           | Luis Cañada Royo                     | AP    |

### Remaniement du7 février 1989
- Les nouveaux conseillers sont indiqués en gras, ceux ayant changé d'attributions en italique.

| Fonction                                                        | Titulaire | Titulaire                            | Parti |
| --------------------------------------------------------------- | --------- | ------------------------------------ | ----- |
| Président                                                       |           | Joaquín Espert Pérez-Caballero       | AP    |
| Vice-président                                                  |           | José Luis Bermejo Fernández          | PRP   |
| Conseiller aux Administrations publiques                        |           | Luis Ángel Alegre Galilea            | AP    |
| Conseiller aux Finances et à l'Économie                         |           | José Javier Bonet Bordenave-Gassedat | AP    |
| Conseiller aux Travaux publics et à l'Urbanisme                 |           | Jesús de Pablo Pastor                | AP    |
| Conseiller à l'Éducation, à la Culture et aux Sports            |           | Miguel Ángel Ropero Sáez             | PRP   |
| Conseiller à l'Industrie, au Travail et au Commerce             |           | Víctor Marante Rodríguez             | AP    |
| Conseiller à l'Agriculture et à l'Alimentation                  |           | Luis Delgado Santaolalla             | AP    |
| Conseiller à la Santé, à la Consommation et au Bien-être social |           | Luis Cañada Royo                     | AP    |

### Remaniement du21 septembre 1989
- Les nouveaux conseillers sont indiqués en gras, ceux ayant changé d'attributions en italique.

| Fonction                                                        | Titulaire | Titulaire                                                                    | Parti |
| --------------------------------------------------------------- | --------- | ---------------------------------------------------------------------------- | ----- |
| Président                                                       |           | Joaquín Espert Pérez-Caballero                                               | AP    |
| Vice-président                                                  |           | José Luis Bermejo Fernández                                                  | PRP   |
| Conseiller aux Administrations publiques                        |           | Luis Ángel Alegre Galilea (jusqu'au 04/11/1989) Juan José Irastorza Aldasoro | AP    |
| Conseiller aux Finances et à l'Économie                         |           | José Javier Bonet Bordenave-Gassedat                                         | AP    |
| Conseiller aux Travaux publics et à l'Urbanisme                 |           | Jesús de Pablo Pastor                                                        | AP    |
| Conseiller à l'Éducation, à la Culture et aux Sports            |           | Miguel Ángel Ropero Sáez                                                     | PRP   |
| Conseiller à l'Industrie, au Travail et au Commerce             |           | Felipe Ruiz y Fernández de Pinedo                                            | AP    |
| Conseiller à l'Agriculture et à l'Alimentation                  |           | Luis Delgado Santaolalla                                                     | AP    |
| Conseiller à la Santé, à la Consommation et au Bien-être social |           | José Luis Martínez de Salinas y Salcedo                                      | AP    |